# Charade (film, 1963)
Pour les articles homonymes, voir Charade (homonymie).
Pour plus de détails, voir Fiche technique et Distribution.
Charade est un film américain réalisé par Stanley Donen, sorti en 1963.

## Synopsis
Regina Lampert est à Megève pour les sports d'hiver avec une amie et le fils de celle-ci. Elle a pris la décision de divorcer de son mari et elle fait justement la connaissance de Peter Joshua. À son retour à Paris, elle découvre son appartement dévasté et vidé de ses meubles et de ses animaux de compagnie. L'inspecteur Grandpierre lui apprend l'assassinat de son mari dans le train Paris-Bordeaux alors qu'il se préparait à partir vers l'Amérique du Sud. Fait troublant, on a retrouvé quatre passeports différents à son nom. En fait, Reggie ne sait rien de son mari, ni de sa famille, ni de son travail.
Lors d'une cérémonie funèbre à l'église, trois hommes étranges viennent voir Lampert dans le cercueil encore ouvert, manifestement pour vérifier qu'il est réellement mort.
À l'ambassade des États-Unis, Reggie rencontre l'agent de la CIA Bartholomew. Il lui apprend que, pendant la Seconde Guerre mondiale, cinq hommes, dont son mari et les trois hommes louches, ont volé 250 000 dollars US destinés à financer la Résistance française. Ils ont été arrêtés par les Allemands, mais l’un d'entre eux, Carson Dyle, a été abattu.
Reggie est poursuivie par les complices du forfait, ceux-ci étant persuadés que son mari lui a transmis le butin. Elle s’appuie sur Peter Joshua, l’homme rencontré à Megève, mais il se révèle de connivence avec les voleurs. De plus, elle lui découvre successivement plusieurs identités : il se présente comme le frère de Carson Dyle, puis comme un voleur dénommé Adam Canfield. Ses trois poursuivants sont mystérieusement assassinés les uns après les autres. Les recherches révèlent finalement le secret du butin : l'argent a été converti en trois timbres de collection. Le fils de l'amie de Regina les a vendus à un philatéliste qui, comprenant l'erreur, les rend à Regina.
Finalement, l’homme qui se présentait comme l'agent Bartholomew n’est autre que Carson Dyle qui a survécu à ses blessures. Poursuivi par le pseudo-Peter Joshua, il  meurt dans un théâtre vide après  avoir tenté d'assassiner Regina Lampert. Enfin, lorsque Regina vient rendre les timbres à l'ambassade, elle est dirigée vers le bureau de Brian Cruikshank, représentant du Trésor américain à Paris : elle se retrouve alors face à l'homme qui l'a aidée sous tant de noms différents. La restitution donne lieu à une demande en mariage.

## Fiche technique
- Titre original : Charade
- Réalisation : Stanley Donen, assisté de Marc Maurette
- Scénario : Peter Stone d'après l'histoire The Unsuspecting Wife de Peter Stone et Marc Behm
- Producteur : Stanley Donen
- Musique : Henry Mancini
- Directeur artistique : Jean d'Eaubonne
- Photographie : Charles Lang
- Costumes : Hubert de Givenchy
- Montage : Jim Clark
- Coordinateur des combats et des cascades : Claude Carliez et son équipe
- Tournage : Studios de Boulogne (Boulogne-Billancourt)
- Production : Universal Pictures
- Format : couleur par Technicolor – 1.85:1 – monophonique (Westrex Recording System) – 35 mm
- Pays de production :  États-Unis
- Langue : anglais
- Genre : comédie policière
- Durée : 113 minutes
- Dates de sortie : 
  - États-Unis : 5 décembre 1963
  - France : 18 décembre 1963
- Affiche : Vanni Tealdi (France)

## Distribution

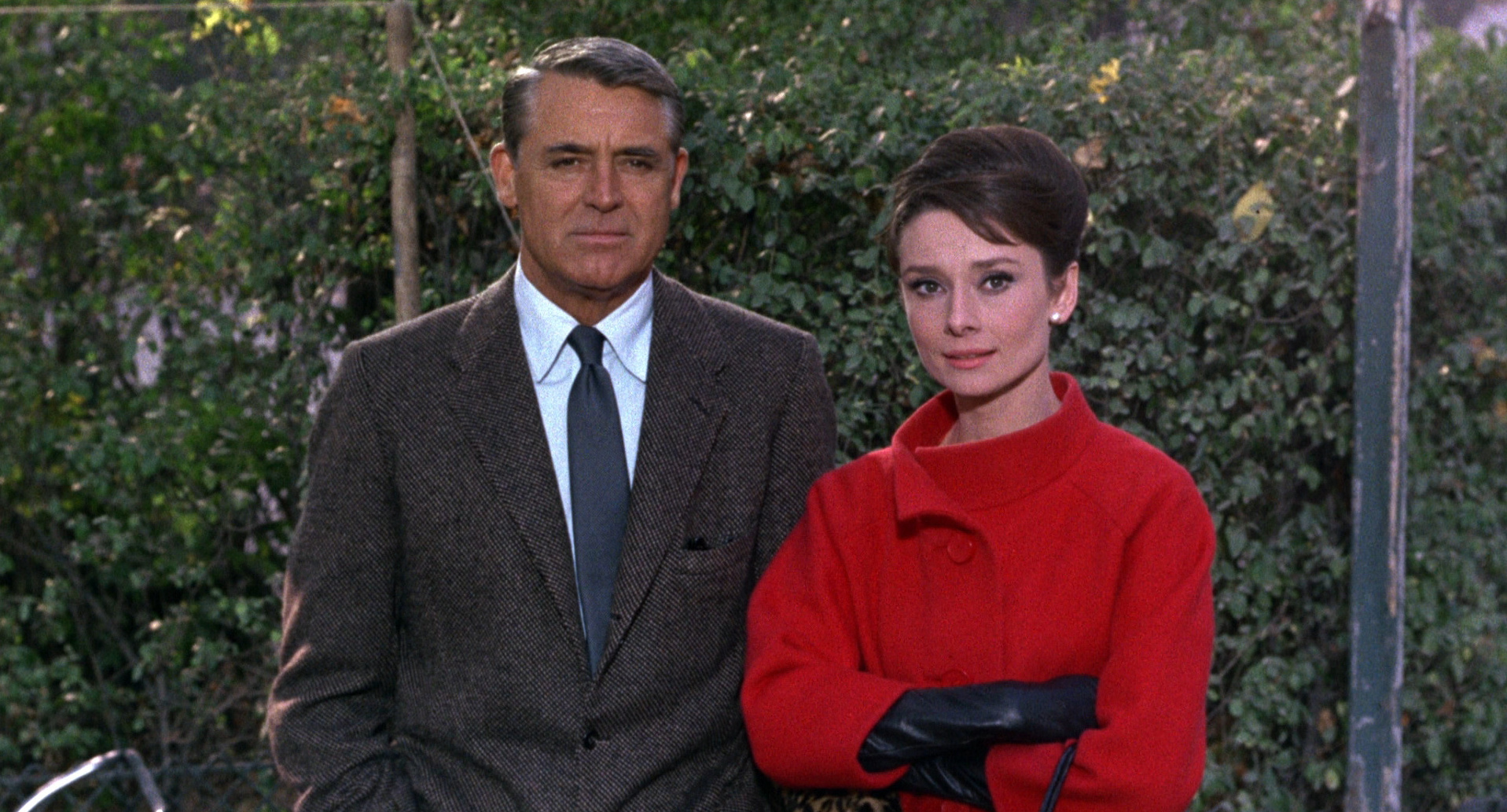
Cary Grant et Audrey Hepburn.

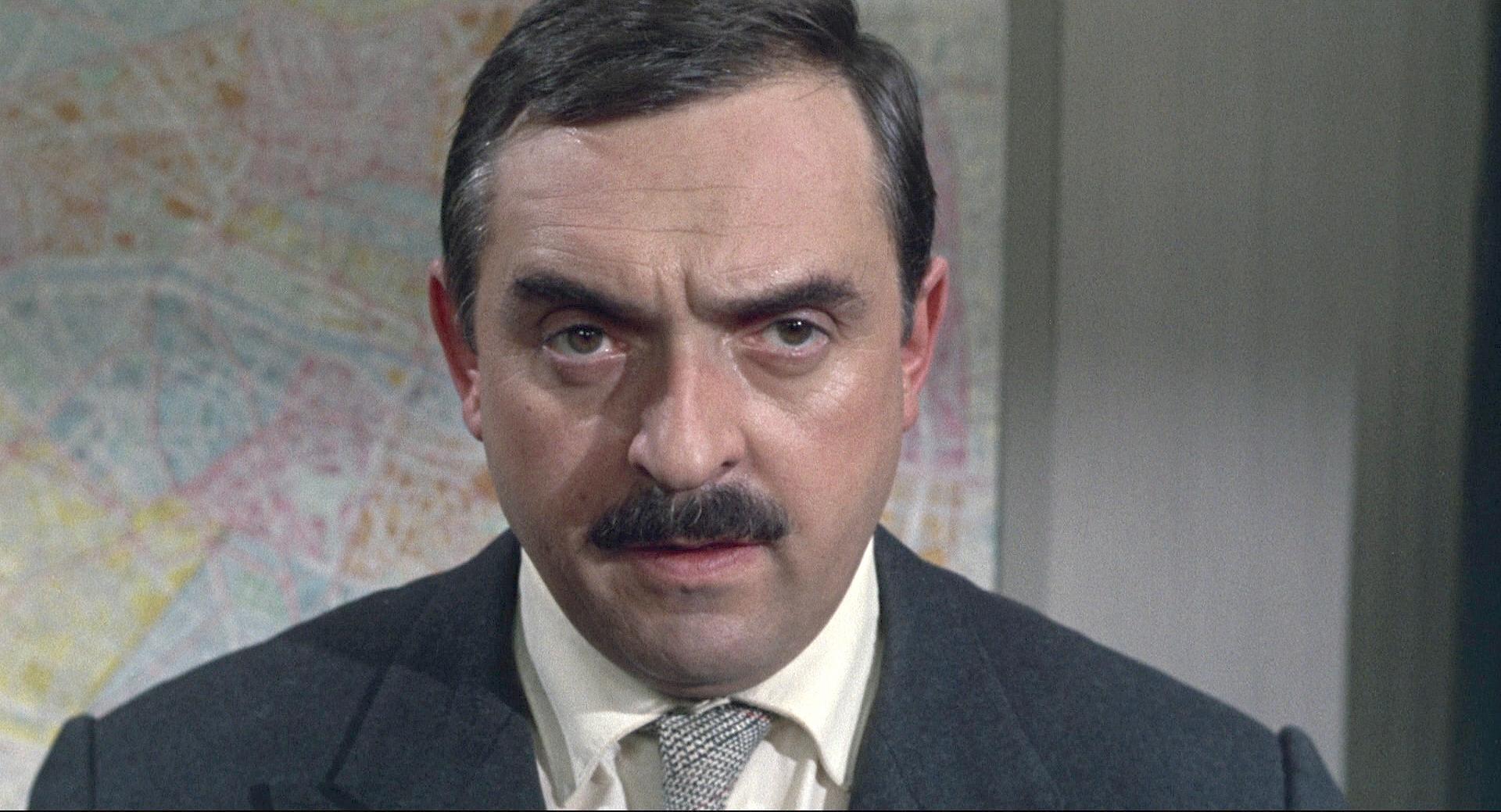
Jacques Marin dans une scène du film.

- Audrey Hepburn (VF : Marcelle Lajeunesse) : Regina « Reggie » Lampert
- Cary Grant  (VF : Maurice Dorléac) : Brian Cruikshank, alias Peter Joshua, alias Alexander Dyle, alias Adam Canfield
- Walter Matthau  (VF : René Arrieu) : Hamilton Bartholomew
- James Coburn (VF : Marcel Lestan) : Tex Penthollow
- George Kennedy  (VF : Henry Djanik) : Herman Scobie
- Ned Glass  (VF : Jean Berton) : Leopold W. Gideon
- Dominique Minot : Sylvie Gaudet
- Jacques Marin  (VF : lui-même) : l'inspecteur Édouard Grandpierre
- Paul Bonifas : M. Félix
- Thomas Chelimsky : Jean-Louis, le petit garçon, fils de Sylvie

Acteurs non crédités
- Max Elloy : le veilleur de nuit
- Bernard Musson : le réceptionniste de l'hôtel
- Clément Harari : le touriste allemand
- Raoul Delfosse : un chauffeur de taxi
- Michel Thomass : le chauffeur de l'ambassade
- Roger Trapp : l'employé de la morgue
- Claudine Berg : la femme de chambre
- Marcel Bernier : un chauffeur de taxi
- Colin Drake (VF : Lucien Bryonne) : Bartholomew, le chef de la sécurité
- Monte Landis : le meneur de jeu au Black Sheep Club
- Jacques Préboist : le vendeur de glaces
- Peter Stone : un homme dans l'ascenseur
- la voix de Stanley Donen : doublant Peter Stone
- Chantal Goya : une figurante
- Marcel Imhoff : l'homme au café

## Prix
- BAFTA de la Meilleure Actrice Britannique en 1965 pour Audrey Hepburn
- Prix Edgar-Allan-Poe du meilleur scénario.

## Lieux de l'histoire
Megève au début, puis dans un hôtel à Paris. La capitale sert de décor avec des scènes dans les rues et dans le métro, ainsi que dans les jardins des Champs-Élysées et la cour d'honneur du Palais-Royal, et tout à la fin du film, au marché aux timbres de Marigny.

## Galerie

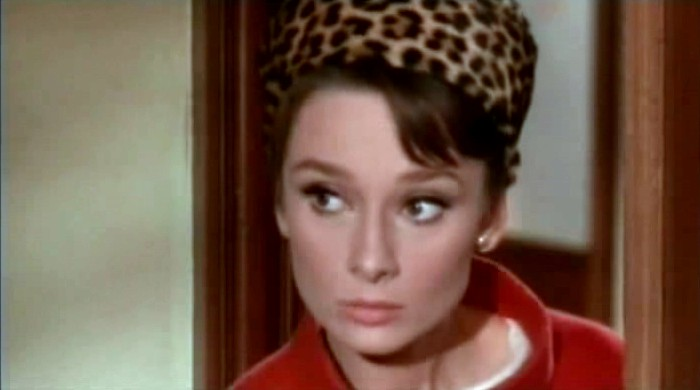
Audrey Hepburn
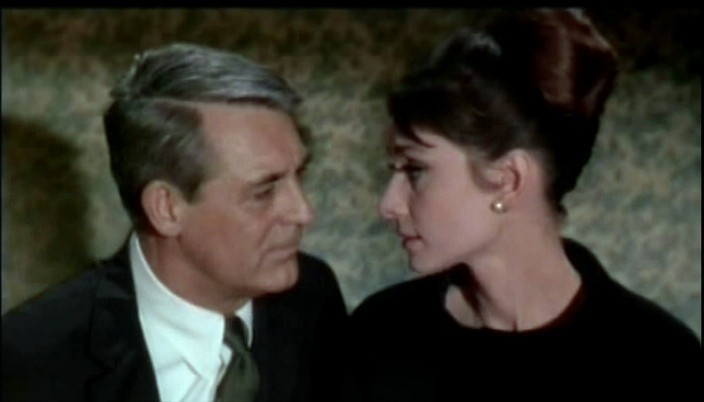
Cary Grant et Audrey Hepburn
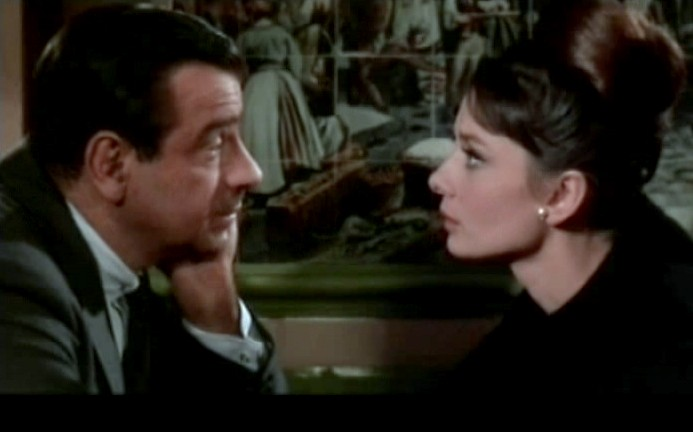
Walter Matthau et Audrey Hepburn
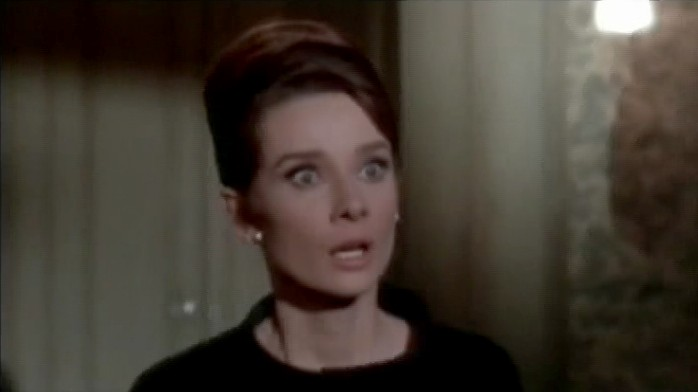
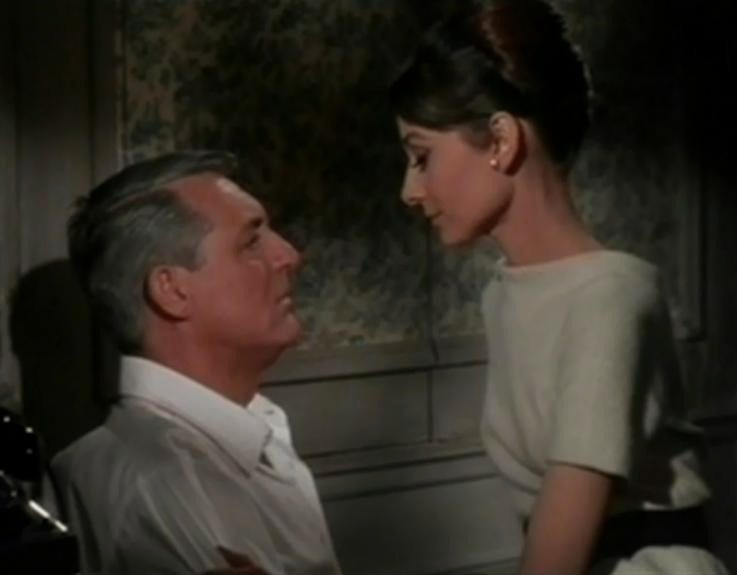
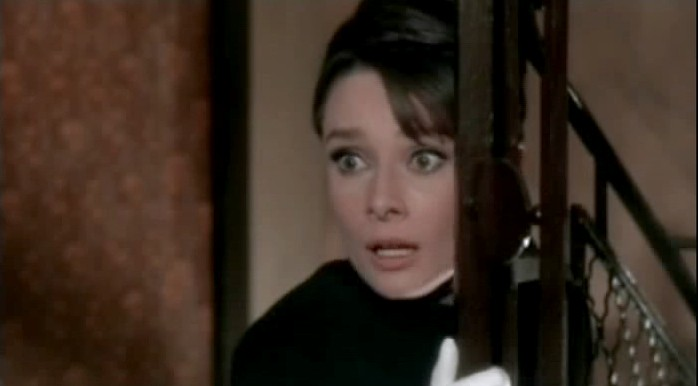

## Autour du film
- Stanley Donen, danseur de formation, s'est spécialisé dans la comédie musicale, avec notamment Chantons sous la pluie (Singin' in the Rain) en 1952. Avec Charade, il nous propose une comédie policière où le spectateur oscille entre le suivi de l'intrigue avec une série d'assassinats et la veine comique dont procède le jeu des acteurs.
- Au dialogue piquant du duo Cary Grant et Audrey Hepburn s'ajoute la balourdise de l'inspecteur Grandpierre (Jacques Marin), dont les corrections confinent au burlesque.
- Le film est parcouru par de nombreuses références cinématographiques, citations parfois même directes : déambulant sur les quais de Seine, Reggie dit : « c'est ici que Gene Kelly dansait dans Un Américain à Paris », le film de Vincente Minnelli. Il y a également de nombreuses références à l'œuvre d'Hitchcock, notamment le générique et la scène de lutte sur le toit, allusions à Sueurs froides, et le meurtre dans une salle de bains, allusion à Psychose. Cary Grant constitue lui-même une référence vivante à La Mort aux trousses. Enfin, appréciable dans la seule version originale ; à la question d'Audrey sortant de l'ascenseur : « Où sommes-nous ? », cette réponse de Cary Grant : « On the street where you live ! », le titre d'une des chansons de My Fair Lady.
- Lors de la fameuse scène de bagarre sur le toit de l'American Express, on peut voir à un moment Cary Grant porter sa main à son dos. Il s'était réellement fait mal lors de cette scène. Il est allé ensuite consulter Boris Dolto, kinésithérapeute et père de Carlos. Ce dernier raconta un jour aux Grosses Têtes comment il avait dû traduire les propos de l'acteur à son père, ce qui lui avait d'ailleurs donné l'occasion de le voir nu.
- Une erreur s'est glissée dans le film : une scène se passe dans la station de métro Saint-Jacques à Paris. La station filmée est une station souterraine, alors que la vraie station est aérienne. D'autre part, les "directions " apparaissant dans le film (Vincennes et Neuilly à l'époque) présentent cette station comme faisant partie de la ligne no 1, alors qu'en réalité elle fait partie de la ligne no 6 (Étoile-Nation à l'époque). Ensuite, si la ligne empruntée par les personnages est censée être la no 1, les rames de métro devraient être grises (sur le point d'être remplacées par des rames bleues et jaunes sur pneumatiques) et non pas les vertes et rouges visibles dans le film. Par ailleurs, il paraît peu plausible à partir de cette station, de rejoindre Palais Royal en si peu de temps et sans aucun changement. En réalité, il s'agit d'une seule et même station, la station Varenne, sur l'ex-ligne 14 qui est l'actuelle ligne 13.
- L'histoire situe l'hôtel et la station de métro du côté de la tour Saint-Jacques à proximité du Châtelet (en réalité il en va autrement) ce qui justifie le rendez-vous aux halles avec Bartholomew et l'accessibilité à la cour d'honneur du Palais-Royal et des jardins des Champs-Élysées par la ligne 1 du métro parisien.
- Les trois timbres supposés valoir 250 000 $ sont effectivement des timbres de valeur, parmi lesquels figure un timbre moldave datant de 1858, coté aujourd'hui à 3 000 €[1]. L’idée des timbres pour cacher une fortune est inspirée du film français  Monsieur La Souris de 1942.
- Après le tournage, Cary Grant a déclaré : « Tout ce que je veux pour Noël, c'est un autre film avec Audrey Hepburn ! »
- Thomas Chelimsky qui joue le rôle du petit garçon, n'a tourné dans aucun autre film et il est devenu neurologue aux États-Unis. Âgé de six ans au moment du tournage, il est né à Paris de parents américains[2].
- Un remake du film est sorti en 2003 sous le titre La Vérité sur Charlie, avec Thandie Newton et Mark Wahlberg.
- Une scène du film fait l'occasion d'une chronique sur le programme 52 minutes de la RTS nommée Silence on double où les deux personnages principaux sont doublés pour parler d'un sujet d'actualité.
- La chanson thème du film a été reprise en 2001 par le groupe Fantômas pour son album The Director's Cut.

## Absence de droit d'auteur
Pour bénéficier de la protection par copyright, le droit américain imposait, avant 1978, que les œuvres portent une mention de copyright. Universal Pictures n'ayant pas correctement rempli cette obligation, le film est entré dans le domaine public dès sa sortie. Mais en 1993 à la suite du procès Stewart vs Abend , un film contenant un élément disposant d'un copyright, est de ce fait protégé par ce même copyright. Par ce jugement les films tels que Fenêtre sur cour et La vie est belle sont ressortis du domaine public. Pour Charade, ce fut la musique qui était toujours sous copyright et c'est Universal Pictures et Lobster Films qui en possèdent les droits conjointement.

### Revue de presse
- (fr) Gilbert Salachas, « Charade », Téléciné no 115, Fédération des Loisirs et Culture Cinématographique (FLECC), Paris, février-avril 1964,  (ISSN 0049-3287).